# Ретенаго (Мантова)
Ретенаго је насеље у Италији у округу Мантова, региону Ломбардија.
Према процени из 2011. у насељу је живело 32 становника. Насеље се налази на надморској висини од 34 м.